# セゾンファクトリー
株式会社セゾンファクトリー（英: SAISON FACTORY Inc.）は、山形県東置賜郡高畠町に本社を置き、ジャム・ドレッシング・飲料・デザートなどの製造・販売（百貨店・通信販売）を事業とする企業。株式会社ASフーズのグループ企業であり、株式会社シベールの100%子会社。

## 概要
齋藤峰彰が、家業の醤油製造業が経営不振に陥った為帰郷。破産を回避する企図の下、実弟らと共に高畠町元和田の自然の美しさが多く残った山麓に、当時ぶどう畑だった土地を自らの手で整地した上、創設したジャム工場が淵源である。1989年（平成元年）には"おいしいものにこだわりたい"というビジョンの下に法人化した。
「旬の工場」という名の通り、季節・旬を活かした製品が特徴であり、後発でありながら高級加工食品メーカーとして成長。伊勢丹を筆頭とした大手百貨店等に出店している。
しかし、新型コロナウイルスの影響による需要の低迷や、原材料価格の高騰により経営が悪化。このため、セゾンファクトリー（旧社）は、2022年（令和4年）9月30日付で全事業を、同年6月にASフーズが設立したセゾンファクトリー（新社）へ譲渡した。新社の社長はASフーズの社長が兼務する他、新社の登記上の本店はASフーズの本社と同じ山梨県中央市に置かれていたが、事業譲受と同時に高畠町へ移転している。
セゾンファクトリー（旧社）は2022年9月30日に株式会社エスエスへ商号変更され、登記上の本店を高畠町から米沢市へ移転。エスエスは2023年6月30日に解散を決議。同年8月22日に山形地方裁判所米沢支部から特別清算開始決定を受けた。エスエスの負債は36億7000万円。
セゾングループとの関連性はない。

## 主な商品
- ジャム・フルーツソース
- ドレッシング
- 飲む酢
- ドリンク・ジュース
- デザート

## 店舗
株式会社セゾンファクトリー「店舗案内」 による。
全17店舗（2023年10月現在）
| - 北海道 - 札幌市 1 - 東京都 - 23区内 5 - 神奈川県 - 横浜市 1 - 新潟県 - 新潟市 1 | - 愛知県 - 名古屋市 1 - 京都府 - 京都市 1 - 大阪府 - 大阪市 2 / 高槻市 1 - 兵庫県 - 神戸市 1 | - 岡山県 - 岡山市 1 - 福岡県 - 福岡市 1 - 熊本県 - 熊本市 1 |

## テレビ番組
- 日経スペシャル カンブリア宮殿 山形から全国へ！ 究極のおいしさ目指す"食のブランド"（2015年2月19日、テレビ東京）[11]

## 関連書籍
- 『セゾンファクトリー 社員と熱狂する経営』（著者:齋藤峰彰、編者:日経トップリーダー）（2014年12月1日、日経BP社）ISBN 9784822277765